# マーサー郡 (オハイオ州)
マーサー郡（英: Mercer County）は、アメリカ合衆国オハイオ州の西部に位置する郡である。2010年国勢調査での人口は40,814人であり、2000年の40,924人から0.3%減少した。郡庁所在地はセライナ市（英: Celina、[səˈlaɪnə] sə-LY-nə、人口10,400人）であり、同郡で人口最大の都市でもある。
マーサー郡はその全体でセライナ小都市圏を構成している。郡名はアメリカ独立戦争の軍人ヒュー・マーサーに因んで名付けられた。

## 歴史
マーサー郡は1820年にダーク郡から分離して設立された。グリーンビル条約に規定された南の土地はそのときもダーク郡内にあった。1824年1月2日、マーサー郡を設立する法が成立した。1837年、北のバンワート郡が設立され、このときに現在のマーサー郡北側境界が確定した。1839年、セライナの町が郡庁所在地として設立された。それまではセントメアリーズに郡庁があった。1848年、グリーンビル条約に規定された線より南の地域がマーサー郡に追加され、現在の南側境界が確定した。西のオーグレイズ郡が設立されると、マーサー郡の西側境界は6マイル (10 km) 西に移動されたが、グリーンビル条約に規定された線より南の地域は例外とされた。このことでマーサー郡の南東隅には東に鋭く突き出した地域が残った。これによって現在の郡域が確定した。

## 地理

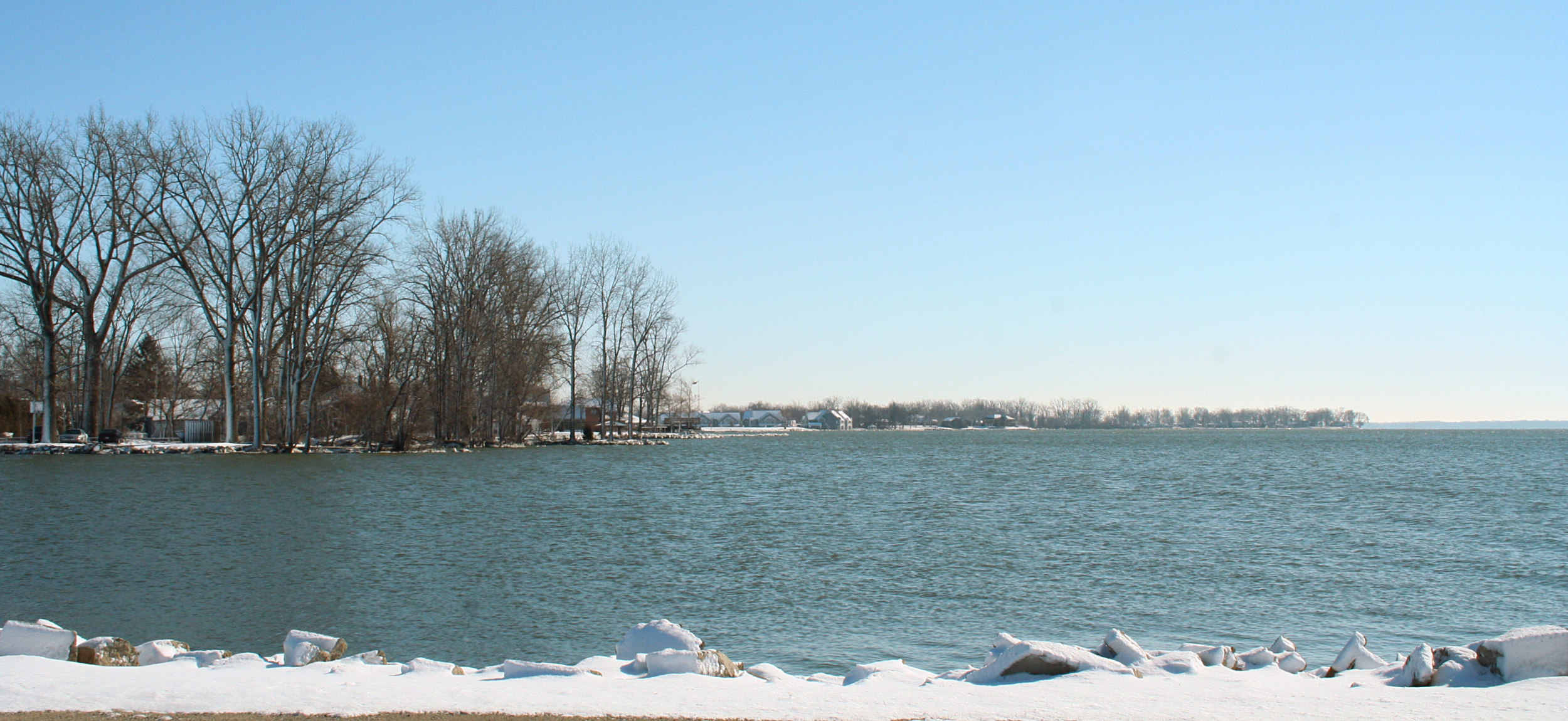
グランド湖セントメアリーズ州立公園

アメリカ合衆国国勢調査局に拠れば、郡域全面積は473.42平方マイル (1,226.2 km2)であり、このうち陸地462.45平方マイル (1,197.7 km2)、水域は10.98平方マイル (28.4 km2)で水域率は2.32%である。郡全域の標高差は300フィート (90 m) 足らずである。最高地点は南側郡境にあり、標高は1,071フィート (326 m) である。ここはウォバッシュ川の水源に大変近い。最低地点は780フィート (238 m) である。これはセントメアリーズ川が北側郡境を越える地点である。

### 河川
郡内を流れる川は2つある。ウォバッシュ川とセントメアリーズ川である。ウォバッシュ川はメキシコ湾まで流れる川の支流である。セントメアリーズ川はエリー湖に流れている。これら2つの川の間にある中小河川は、場所によって1マイル (1.6 km) も離れていない所がある。

#### ビーバー・クリーク
ビーバー・クリークは郡内で最長最大のクリークである。グランド湖セントメアリーズからウォバッシュ川までの全長は19.7マイル (31.5 km) である。このクリークの始まりは放水路であり、長年多額の費用を掛けた訴訟の対象になってきた。ビーバー・クリーク沿いの農夫達は1997年にできた放水路の故に土地が洪水に見舞われると主張している。この放水路は1913年に建設された放水路に代替するものだった。

### 隣接する郡
- バンワート郡 - 北
- オーグレイズ郡 - 東
- シェルビー郡 - 南東
- ダーク郡 - 南
- ジェイ郡 (インディアナ州) - 南西
- アダムズ郡 (インディアナ州) - 北西

## 人口動態
以下は2000年国勢調査による人口統計データである。
| 基礎データ - 人口: 40,814人 - 世帯数: 14,756 世帯 - 家族数: 11,022 家族 - 人口密度: 34人/km2（88人/mi2） - 住居数: 15,875軒 - 住居密度: 13軒/km2（34軒/mi2） 人種別人口構成 - 白人: 98.44% - アフリカン・アメリカン: 0.10% - ネイティブ・アメリカン: 0.26% - アジア人: 0.29% - 太平洋諸島系: 0.02% - その他の人種: 0.34% - 混血: 0.56% - ヒスパニック・ラテン系: 1.15% 年齢別人口構成 - 18歳未満: 29.6% - 18-24歳: 7.9% - 25-44歳: 26.7% - 45-64歳: 21.2% - 65歳以上: 14.5% - 年齢の中央値: 36歳 - 性比（女性100人あたり男性の人口） - 総人口: 99.8 - 18歳以上: 96.2 | 世帯と家族（対世帯数） - 18歳未満の子供がいる: 37.1% - 結婚・同居している夫婦: 64.1% - 未婚・離婚・死別女性が世帯主: 7.4% - 非家族世帯: 25.3% - 単身世帯: 22.7% - 65歳以上の老人1人暮らし: 10.8% - 平均構成人数 - 世帯: 2.74人 - 家族: 3.24人 収入と家計 - 収入の中央値 - 世帯: 42,742米ドル - 家族: 50,157米ドル - 性別 - 男性: 35,508米ドル - 女性: 22,857米ドル - 人口1人あたり収入: 18,531米ドル - 貧困線以下 - 対人口: 6.4% - 対家族数: 4.6% - 18歳未満: 6.9% - 65歳以上: 7.8% |

## 郡区
マーサー郡は下記15の郡区に分割されている。

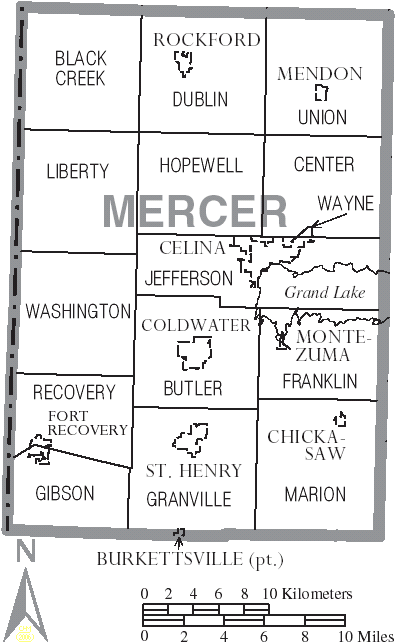
マーサー郡図

| - ブラッククリーク - バトラー - センター - ダブリン | - フランクリン - ギブソン - グランビル - ホープウェル | - ジェファーソン - リバティ - マリオン - リカバリー | - ユニオン - ワシントン - ウェイン（現在はセライナ市に含まれ、事実上消失） |

### 都市
- セライナ - 郡庁所在地

### 村
| - バーケッツビル - チカソー - コールドウォーター - フォートリカバリー |

- メンドン
- モンテスマ
- ロックフォード
- セントヘンリー

### 未編入の町
| - バースビル - カーセイジナ - キャッセラ - チャタヌーガ - クランベリープレーリー - ダービン - エラスタス - ヒントン - マセドン | - マリアスタイン - マーサー - モントレー - ネプチューン - ポーダ - フィロセア - スカッダー - セバスチャン - シャープスバーグ | - シブリー - スキールズクロスローズ - セントジョセフ - セントピーター - セントローズ - タマ - ウォバッシュ - ウェンデリン |